# Баич, Стефан
Сте́фан Ба́ич (фр. Stefan Bajic, французское произношение — Стефа́н Бажи́к; родился 23 декабря 2001) — французский футболист, вратарь английского клуба «Бристоль Сити».

## Клубная карьера
Воспитанник футбольной академии «Сент-Этьена». Выступает за клуб с 2007 года. 2 мая 2018 года Баич подписал свой первый профессиональный контракт с «Сент-Этьеном». 25 сентября 2019 года дебютировал в основном составе «Сент-Этьена» в матче французской Лиги 1 против «Меца».

## Карьера в сборной
Выступал за сборные Франции до 16, до 17, до 18, до 19 лет и до 21 года.